# Daria Ilina
Daria Ilina (n. 6 ianuarie 1988, în Irbit) este o handbalistă rusă ce evoluează pentru clubul românesc HCM Râmnicu Vâlcea pe postul de pivot. Ilina a fost și componentă a echipei naționale de handbal feminin pe plajă a Rusiei care a cucerit medalia de argint la Campionatul European din 2006, fiind învinsă în finală de Germania.

## Carieră
Daria Ilina și-a început cariera de senioară la Rostov-Don, cu care a câștigat medalia de bronz în campionatul Rusiei, în 2005. În 2008, Ilina s-a transferat în Spania, la Marina Park de Santander, unde a jucat doi ani. În 2010, ea a semnat un contract pe doi ani cu Club León Balonmano, pe care l-a prelungit în 2013. În februarie 2011, Ilina a suferit o accidentare gravă, fiind diagnosticată cu ruptură de ligamente încrucișate, ligament lateral și menisc, fiind nevoită să suporte o intervenție chirurgicală reparatorie. După o lungă perioadă de recuperare, ea a revenit în activitate în august 2011.
În 2014, presa spaniolă a anunțat că Daria Ilina nu-și va mai prelungi contractul cu Club León și că se va transfera la echipa românească HCM Râmnicu Vâlcea.

## Palmares
- Superliga Rusă
  - Medalie de bronz: 2005

- Campionatul Mondial de Handbal pe Plajă:
  -  Medalie de argint: 2006

## Distincții individuale
- Cea mai bună marcatoare de la turneul internațional amical din Ucraina, din 2007[11] (cu Rostov-Don);